# Ramon Mas i Ferratges
Ramon Mas i Ferratges (Barcelona, 20 de febrer de 1888 - Buenos Aires, 21 de març de 1948) fou un director de teatre i activista català.

## Biografia
Ramon Mas va néixer al carrer de la Princesa de Barcelona, fill de Josep Mas i Torruella, natural de Sallent, i de Maria Ferratges i Solé, natural de Mont-roig.
S'establí a l'Argentina el 1923 i fou un dels fundadors del Casal de Catalunya de Buenos Aires, amb Josep Lleonart i Nart i Pere Seras i Isern. El 1923 hi fundà la revista mensual Catalònia i el primer esbart dansaire català a l'Argentina. Fou el cap del Comitè Llibertat de Buenos Aires i un dels organitzadors dels Jocs Florals de la Llengua Catalana a Buenos Aires el 1940.